# 蘇仲
蘇仲（1456年—1519年），字亞夫，號古愚，廣東廣州府順德縣人，民籍，明朝政治人物。

## 生平
廣東鄉試第七名舉人。弘治十五年（1502年）中式壬戌科會試第二百二十名，三甲第一百七十九名進士。授户部主事，谪廣西象州判官，升象州知州。

## 家族
曾祖蘇銘彥；祖父蘇道保；父蘇福潤，前母陳氏；母邵氏。永感下。兄蘇瑾。堂兄蘇葵。